# Makroregion (geografia)
Makroregion (wł. makroregion fizycznogeograficzny) – jednostka podziału fizycznogeograficznego przestrzeni, obejmująca obszar dużych rozmiarów o zbliżonych cechach środowiskowo-krajobrazowych odróżniający się od terenów sąsiednich określonymi cechami naturalnymi i nabytymi. Obszar makroregionu obejmuje kilka mniejszych mezoregionów. W wielostopniowej regionalizacji makroregion stanowi jednostkę niższego rzędu wchodzącą w skład podprowincji (np. makroregion Sudety Środkowe wchodzi w skład podprowincji Sudety).